# Lasana
Lasana és una concentració de població designada pel cens dels Estats Units a l'estat de Texas. Segons el cens del 2000 tenia 135 habitants.

## Demografia
Segons el cens del 2000, Lasana tenia 135 habitants, 42 habitatges, i 30 famílies. La densitat de població era de 57,9 habitants/km².
Dels 42 habitatges en un 33,3% hi vivien nens de menys de 18 anys, en un 69% hi vivien parelles casades, en un 4,8% dones solteres, i en un 26,2% no eren unitats familiars. En el 16,7% dels habitatges hi vivien persones soles el 4,8% de les quals corresponia a persones de 65 anys o més que vivien soles. El nombre mitjà de persones vivint en cada habitatge era de 3,21 i el nombre mitjà de persones que vivien en cada família era de 3,84.
Per edats la població es repartia de la següent manera: un 26,7% tenia menys de 18 anys, un 12,6% entre 18 i 24, un 32,6% entre 25 i 44, un 17,8% de 45 a 60 i un 10,4% 65 anys o més.
L'edat mediana era de 30 anys. Per cada 100 dones de 18 o més anys hi havia 86,8 homes.
La renda mediana per habitatge era de 16.667 $ i la renda mediana per família de 43.750 $. Els homes tenien una renda mediana de 35.625 $ mentre que les dones 28.125 $. La renda per capita de la població era de 8.820 $. Aproximadament el 44,4% de les famílies i el 36% de la població estaven per davall del llindar de pobresa.

## Poblacions més properes
El següent diagrama mostra les poblacions més properes.